# ياسر السوادني
ياسر السوداني (الروسية: Ясир аль-Судани)، المعروف أيضًا باسم ياسر يوسف عمارة أو أبو ياسر ، هو من المجاهدين العرب في الشيشان، على الرغم من أن بعض التقارير الروسية تشير إلى أن ياسر مواطن أردني، إلا أن اسمه يوحي بأنه سوداني.

## مقتله
قُتل ياسر في عملية لقوات الأمن الروسية الخاصة في جبال منطقة فيينو في 8 يونيو 2010. شارك في العملية كلّ من خدمة الأمن الاتحادية، ووزارة الشؤون الداخلية الروسية، وبدأت هذه العملية في 8 مايو 2010، وأطلقوا عليها اسم «القصاص». وكانت العملية تستهدف أبو أنس (مهند)، وياسر السوداني، بالإضافة إلى القائد العسكري حسين غاكاييف. قُتل ياسر بعد اشتباكات مع القوات الروسية دامت ساعات خلَّفت قتلى بين الطرفين، وتبيّن في الصباح مقتل أبو ياسر بعد
وقال المسلحون إن ياسر ومجموعته بأكملها أصيبوا بالتسمم الغذائي وتوفوا قبل أن تعثر عليهم القوات الخاصة. قبل وفاته بقليل ، تمكن ياسر من تسجيل آخر رسالة فيديو يقول فيها إنه يشعر بموت وشيك (بعض أعضاء المجموعة ماتوا بالفعل في هذه اللحظة).إصابته بجروح بالغة.